# 科爾縣 (奧克拉荷馬州)
科爾縣（英語：Coal County）是美國奧克拉荷馬州東南部的一個縣。面積1,350平方公里。根據美國2000年人口普查，共有人口6,031人。縣治科爾蓋特 (Coalgate)。
成立於1907年。縣名來自縣治和當地的煤。